# Regionaal opleidingencentrum

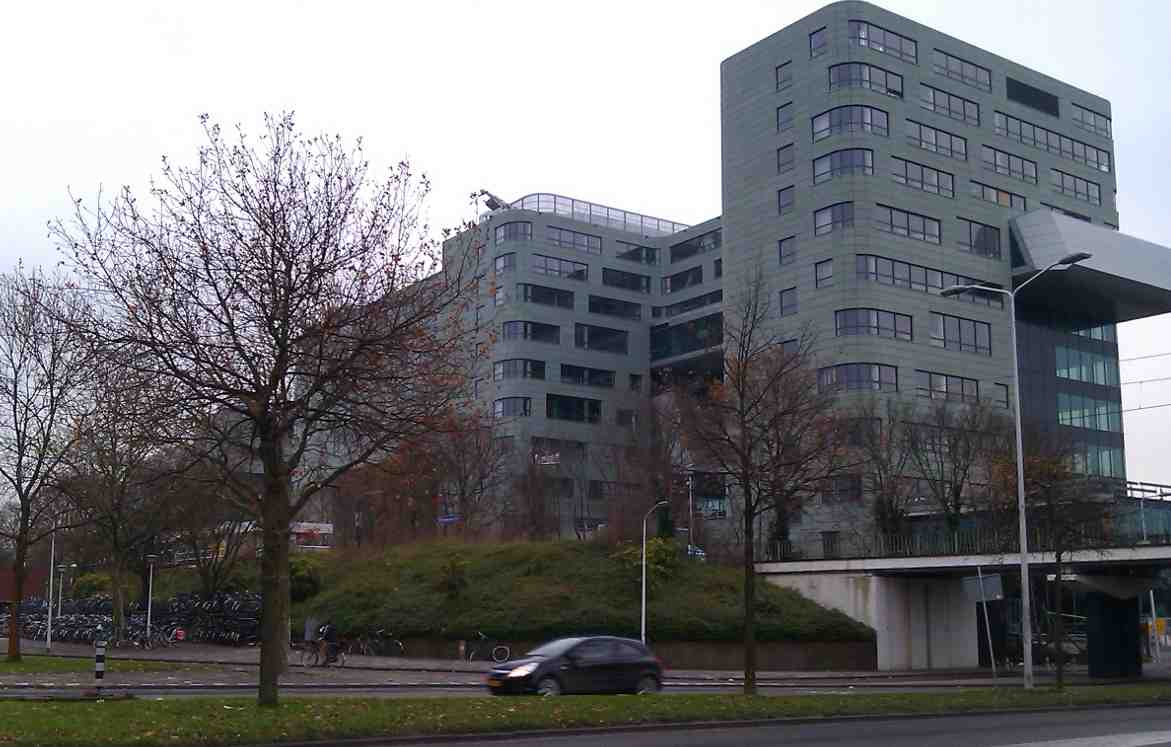
Veel roc's, zoals hier het ROC Leiden, doen aanzienlijke investeringen in grootschalige huisvesting van hun opleidingen en stafdiensten

Een regionaal opleidingencentrum (roc, ook wel regionaal opleidingscentrum genoemd) is een samenwerkingsverband van onderwijsinstituten in het middelbaar beroepsonderwijs (mbo) en de volwasseneneducatie in Nederland.

## Geschiedenis
De roc's ontstonden halverwege de jaren negentig van de twintigste eeuw als gevolg van (verplichte) fusies van diverse mbo-opleidingen. De ruim vijfhonderd mbo's zijn samengevoegd tot circa vijftig grote regionale opleidingencentra. Hierdoor zijn, net als in het voortgezet onderwijs, grote onderwijsinstellingen ontstaan. 
Instituten met middelbaar economisch en administratief onderwijs (meao), middelbaar technisch onderwijs (mts) en middelbaar dienstverlenings- en gezondheidszorgonderwijs of mdgo (detailhandel, gezondheidszorg, activiteitenbegeleider) werden samengevoegd tot grote opleidingscentra. De agrarische scholen fuseerden tot agrarische opleidingscentra (aoc's).
Het middelbaar toeristisch en recreatief onderwijs (mtro), voortgekomen uit het middelbaar economisch en administratief onderwijs, maakt tegenwoordig ook deel uit van de roc's. Een andere benaming van het MTRO is T&R (Toerisme en Recreatie). Sommige roc's herbergen bijzondere opleidingen: zo is de Nederlandse Musical Academie ondergebracht in het ROC Nijmegen.
Ook de volwasseneneducatie met haar vijf soorten opleidingen is als gevolg van de verplichte fusies ondergebracht in de roc's. Door de van overheidswege bepaalde verschillen in structuur, financiering, doelstellingen, didactiek, regeling van eindtermen en examinering zijn er overigens binnen de roc's weinig raakvlakken tussen volwasseneneducatie en beroepsonderwijs.

## Kritiek
Kessels en Keursten stellen in een artikel dat het huidige beroepsonderwijs met zijn didactiek van competentiegericht leren te weinig gericht is op het verwerven van kennis en dat leerlingen in het moderne onderwijs nog maar weinig behoeven te leren en te weten in de betekenis van uit het hoofd leren en onthouden. Voorstanders daarentegen vinden dat leerlingen uit het klassieke onderwijs geregeld moeite hebben geleerde kennis om te zetten in beroepsmatig handelen. Het is de bedoeling in het competentiegericht leren dat de scheiding tussen leren en werken verkleind wordt — leren (theorie) en werken (praktijk) moeten in die visie zo veel mogelijk gelijktijdig plaatsvinden en niet na elkaar.

## Lijst van roc's
Dit artikel of overzicht is mogelijk incompleet; u kunt helpen door het uit te breiden.
Een overzicht van roc's in Nederland:
- ROC A12 (Arnhem, Velp, Ede)
- Aeres, ontstaan uit onder andere:
  - Nordwin College (Leeuwarden)
- ROC Albeda College (Rotterdam)

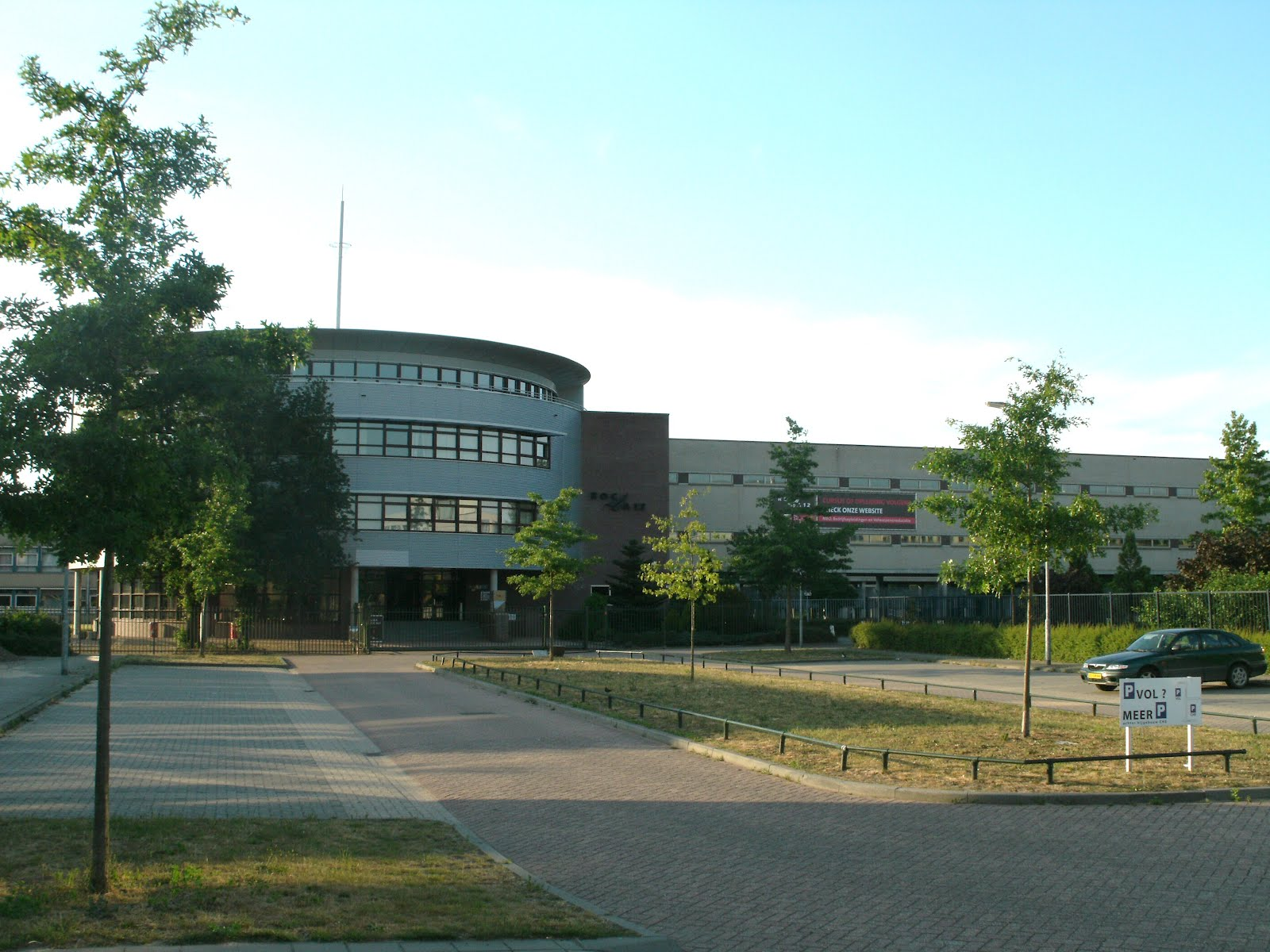
ROC A12, locatie Ede

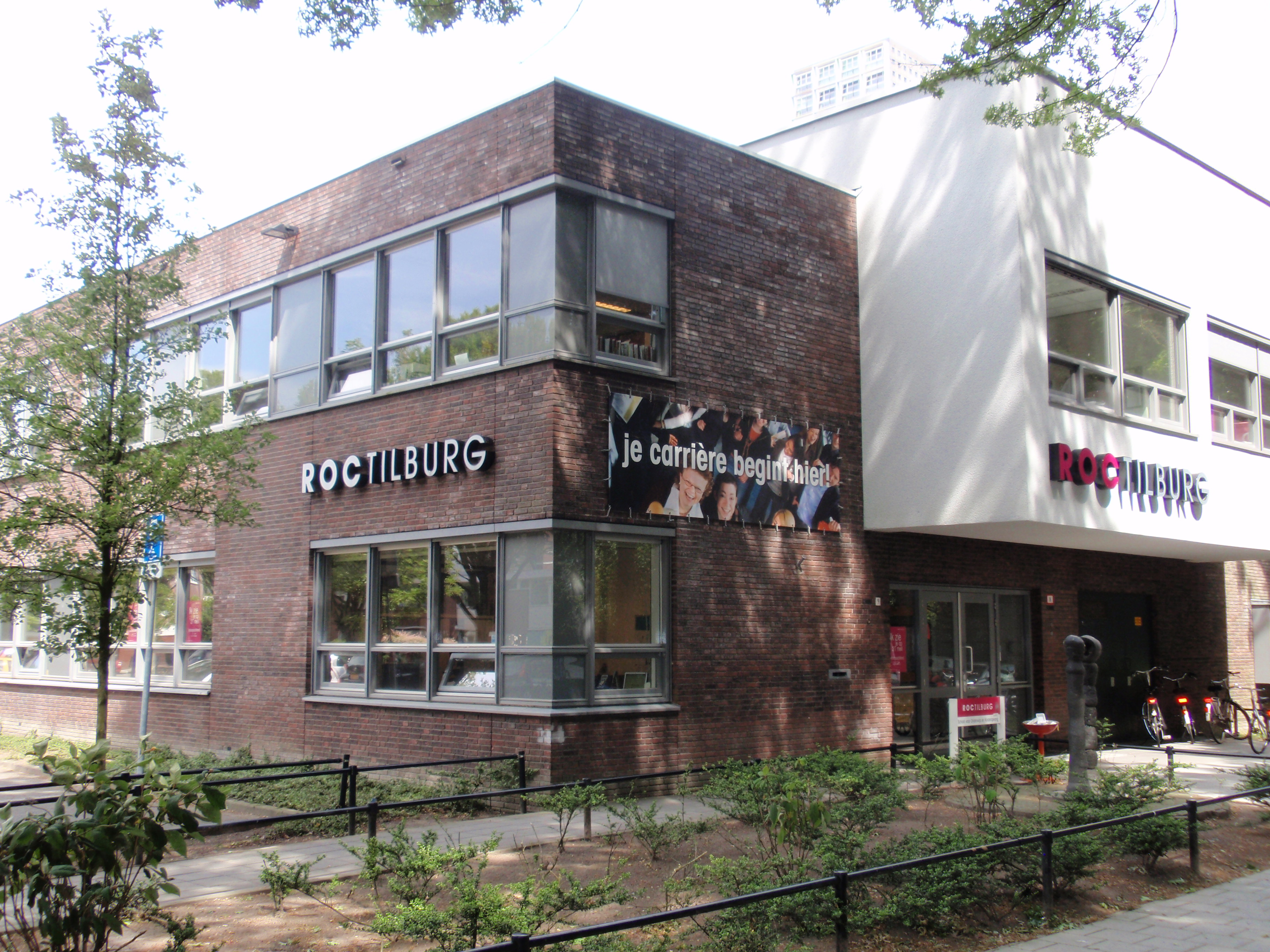
Het roc in Tilburg

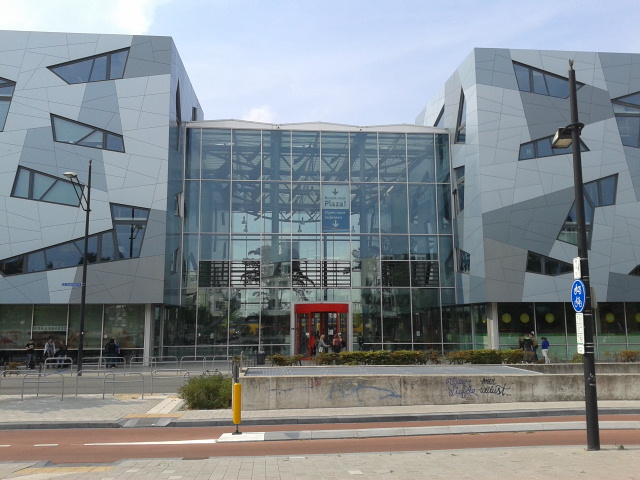
Roc-gebouw Nijmegen, bij het station

- ROC Alfa College (Groningen, Hoogeveen, Leek, Assen, Hardenberg)
- ROC van Amsterdam (ROCvA)
- ROC Aventus (Apeldoorn, Deventer en Zutphen)
- ROC Da Vinci College (Dordrecht en Gorinchem)
- Curio (West-Brabant)
- Deltion College (Zwolle)
- ROC Drenthe College (Assen, Emmen, Meppel, Steenwijk)
- ROC Midden Nederland (Utrecht, Amersfoort, Nieuwegein)
- ROC van Flevoland (ROCvF) (Almere, Lelystad)
- Firda, per 1 augustus 2023 ontstaan uit:
  - ROC Friese Poort (Dokkum, Drachten, Emmeloord, Leeuwarden, Sneek, Urk)
  - Friesland College (Leeuwarden, Heerenveen)
- ROC Gilde Opleidingen (Roermond)
- ROC het Graafschap College (Doetinchem)
- Hoornbeeck College (Amersfoort, Goes, Gouda, Rotterdam, Apeldoorn, Kampen)
- ROC Koning Willem I College ('s-Hertogenbosch, Veghel, Oss, Cuijk)
- VONK, per augustus 2022 ontstaan uit:
  - Clusius College (o.a. Schagen)
  - ROC Kop van Noord-Holland (o.a. Den Helder)
- Landstede (Zwolle)
- ROC Menso Alting
- ROC Midden-Nederland
- mboRijnland (Leiden, Gouda, Zoetermeer, Woerden)
- ROC Mondriaan (Den Haag, Leiden, Delft, Naaldwijk)
- Noorderpoort (Groningen, Drenthe)
- ROC Nijmegen (Nijmegen, Boxmeer)
- ROC Nova College (Haarlem, Beverwijk, Hoofddorp)
- ROC Rijn IJssel (Arnhem, Nijmegen, Renkum, Dieren, Elst, Wageningen, Zevenaar, Ulft)
- ROC RIVOR (Tiel)
- Summa College (Eindhoven)
- Talland College, per augustus 2024 ontstaan uit:
  - ROC Horizon College (Alkmaar, Heerhugowaard, Hoorn, Purmerend)
  - Regio College (Zaandam, Purmerend)
- ROC Ter AA (Helmond)
- ROC Tilburg (Tilburg)
- ROC TOP (Amsterdam, Almere)
- ROC van Twente (Almelo, Hengelo en Enschede)
- Scalda (Zeeland)
- ROC Zadkine (Rotterdam)
- Scholengemeenschap De Rooi Pannen (Tilburg)
- MBO Utrecht (Utrecht, Hilversum)
- MBO Amersfoort (Amersfoort)
- VistaCollege (Maastricht, Heerlen, Sittard)